# Villequier
Villequier is een plaats en voormalige gemeente in het Franse departement Seine-Maritime in de regio Normandië en telt 769 inwoners (2004).
Op 1 januari 2016 fuseerde de gemeente met Caudebec-en-Caux en Saint-Wandrille-Rançon tot de huidige gemeente Rives-en-Seine. Deze gemeente maakt deel uit van het arrondissement Rouen.

## Geografie
De oppervlakte van Villequier bedraagt 11,1 km², de bevolkingsdichtheid is 69,3 inwoners per km².
De onderstaande kaart toont de ligging van Villequier met de belangrijkste infrastructuur en aangrenzende gemeenten.

## Demografie
Onderstaande figuur toont het verloop van het inwonertal (bron: INSEE-tellingen).